# Костянтин (папа)
Костянтин (лат. Constantinus; 664 — 9 квітня 715) — вісімдесят восьмий папа Римський (25 березня 708—9 квітня 715), за походженням сирієць. Він гаряче бажав утвердити вищість папського престолу.
На прохання візантійського імператора Юстиніана II у період з жовтня 710 року по жовтень 711 року відвідав Константинополь з метою примирення східної та західної церков. Компроміс було досягнуто, проте невдовзі після від'їзду папи імператор Юстиніан II був убитий групою змовників на чолі з Філіпіком Варданом, який був прихильником монофелітів. Папа Костянтин відмовився визнати його за імператора.